# Minerva Foods
Minerva Foods é uma empresa brasileira de alimentos fundada em 1924 na cidade de Barretos (SP).
A companhia tem atuação na comercialização de carne in natura, couros, derivados, e na exportação de gado vivo, além de atuar no processamento de carnes.
É a segunda maior empresa de carne bovina do Brasil e do Uruguai, e atualmente, é a maior exportadora de carne bovina do Paraguai, Colômbia e Argentina, comercializando seus produtos para mais de 100 países.
A Minerva opera 26 plantas de abate e desossa (11 no Brasil, 3 no Paraguai, 2 no Uruguai, 1 na Colômbia e 5 na Argentina) e três plantas de processamento, com capacidade diária de abate e desossa de cerca de 54 mil cabeças de gado.

## História
Em 1924, foi fundada em Barretos (SP) por Antonio de Pádua Diniz a "Charqueada Minerva". O fundador faleceu no ano seguinte e em 1926, com problemas financeiros, a empresa foi levada a hasta pública, sendo arrematada por Antonio Manço Bernardes em sociedade com Américo Grilli.
Em 1949, após uma reforma que ampliou a capacidade de abate para 300 cabeças por dia a empresa ganhou o nome de "Matadouro Industrial Minerva".
Em 1971, a empresa foi renomeada para "Frigorífico Minerva". Durante a década de 1980 a empresa passou por dificuldades financeiras e foi à falência.
Em 1992, a massa falida do Frigorífico Minerva foi adquirida pela família Vilela de Queiroz, tradicional no transporte de gado, constituindo a Indústria e Comércio de Carnes Minerva Ltda.
Em 1999, arrenda e depois adquire uma unidade de processamento e abate em José Bonifácio (SP). Em 2001, arrenda outra unidade de abate e processamento em Cajamar (SP).
Em 2004, a empresa constrói e inaugura uma nova e moderna unidade de abate e processamento em Palmeiras de Goiás (GO). Em 2006 o Minerva aluga uma unidade de abate e processamento em Batayporã (MS).
Em 2007, inicia a construção em Barretos (SP) da unidade industrial para a produção de carne cozida e congelada em uma joint-venture com a empresa irlandesa Dawn Farms. No mesmo ano inicia a construção de uma nova unidade em Rolim de Moura (RO) e realiza a aquisição de unidades industriais em Araguaína (TO) e Redenção (PA).
Em 2008, adquire por cerca de R$ 60 milhões o frigorífico Lord Meat em Goianésia (GO).
Foi inaugurada em 2009 a planta de produção de carne cozida e congelada, constituindo a primeira unidade da Minerva Dawn Farms, joint-venture entre a Minerva e a Dawn Farms Foods. A fábrica de 15,4 mil metros quadrados possui capacidade para produzir até 15 toneladas de carne processada por hora. A nova fábrica foi construída ao lado da sede do Frigorífico Minerva em Barretos (SP).

## Controvérsias

### Acusação de compra de gado de áreas desmatadas
Segundo ONGs como o Greenpeace e a Global Witness, a Minerva Foods e outros frigoríficos brasileiros teriam mantido ao longo do ano de 2021 um esquema de compra de gado das fazendas de Chaules Volban Pozzebon, lider de um organização criminosa de invasão de terras e extorsão, conhecido como o 'maior desmatador do Brasil'. A Minerva é acusada de ter comprado pelo menos 672 animais de fazendas bloqueadas por crimes ambientais.
Em nota, a Minerva Foods informou que realizou um levantamento detalhado de cada uma das 16 fazendas citadas e não encontrou qualquer não conformidade alegada pelas ONGs. Segundo a empresa, três das fazendas citadas sequer estão cadastradas no banco de dados da companhia e as outras 13 atendem integralmente aos critérios de sustentabilidade.